# Silvija Talaja
Silvija Talaja (née le 14 janvier 1978 à Imotski) est une joueuse de tennis croate, active sur le circuit professionnel de 1992 à 2006.
C'est en 2000 qu'elle réalise la meilleure saison de sa carrière, remportant deux tournois en simple sur le circuit WTA et atteignant, en mai, le 18e rang mondial.

## Palmarès

### Titres en simple dames
| No | Date       | Nom et lieu du tournoi                      | Catégorie | Dotation  | Surface      | Finaliste         | Score         |          |
| -- | ---------- | ------------------------------------------- | --------- | --------- | ------------ | ----------------- | ------------- | -------- |
| 1  | 03-01-2000 | Thalgo Hardcourts Championships, Gold Coast | Tier III  | 170 000 $ | Dur (ext.)   | Conchita Martínez | 6-0, 0-6, 6-4 | Parcours |
| 2  | 22-05-2000 | Internationaux de Strasbourg, Strasbourg    | Tier III  | 170 000 $ | Terre (ext.) | Rita Kuti-Kis     | 7-5, 4-6, 6-3 | Parcours |

### Finales en simple dames
| No | Date       | Nom et lieu du tournoi            | Catégorie | Dotation  | Surface      | Vainqueure        | Score         |          |
| -- | ---------- | --------------------------------- | --------- | --------- | ------------ | ----------------- | ------------- | -------- |
| 1  | 29-04-1996 | “M” Elektronika Cup, Bol          | Tier IV   | 107 500 $ | Terre (ext.) | Gloria Pizzichini | 6-0, 6-2      | Parcours |
| 2  | 14-06-1999 | Heineken Trophy, Bois-le-Duc      | Tier III  | 180 000 $ | Gazon (ext.) | Kristina Brandi   | 6-0, 3-6, 6-1 | Parcours |
| 3  | 05-07-1999 | Egger Tennis Festival, Pörtschach | Tier IVb  | 112 500 $ | Terre (ext.) | Karina Habšudová  | 2-6, 6-4, 6-4 | Parcours |
| 4  | 30-09-2002 | AIG Japan Open, Tokyo             | Tier III  | 170 000 $ | Dur (ext.)   | Jill Craybas      | 2-6, 6-4, 6-4 | Parcours |

### Titre en double dames
| No | Date       | Nom et lieu du tournoi | Catégorie | Dotation  | Surface      | Partenaire         | Finalistes               | Score    |          |
| -- | ---------- | ---------------------- | --------- | --------- | ------------ | ------------------ | ------------------------ | -------- | -------- |
| 1  | 28-07-2003 | Idea Prokom Open Sopot | Tier III  | 300 000 $ | Terre (ext.) | Tatiana Perebiynis | Maret Ani Libuše Průšová | 6-4, 6-2 | Parcours |

### Finales en double dames
| No | Date       | Nom et lieu du tournoi         | Catégorie | Dotation  | Surface      | Vainqueures                          | Partenaire           | Score    |          |
| -- | ---------- | ------------------------------ | --------- | --------- | ------------ | ------------------------------------ | -------------------- | -------- | -------- |
| 1  | 06-05-2002 | J&S Cup Varsovie               | Tier III  | 170 000 $ | Terre (ext.) | Jelena Kostanić Henrieta Nagyová     | Evgenia Kulikovskaya | 6-1, 6-1 | Parcours |
| 2  | 04-08-2003 | Nordea Nordic Light Open Espoo | Tier IV   | 140 000 $ | Terre (ext.) | Evgenia Kulikovskaya Elena Tatarkova | Tatiana Perebiynis   | 6-2, 6-4 | Parcours |
| 3  | 31-01-2005 | Volvo Women’s Open Pattaya     | Tier IV   | 170 000 $ | Dur (ext.)   | Marion Bartoli Anna-Lena Grönefeld   | Marta Domachowska    | 6-3, 6-2 | Parcours |

## Parcours en Grand Chelem

### En simple dames
| Année | Open d'Australie | Open d'Australie  | Internationaux de France | Internationaux de France | Wimbledon       | Wimbledon         | US Open         | US Open             |
| ----- | ---------------- | ----------------- | ------------------------ | ------------------------ | --------------- | ----------------- | --------------- | ------------------- |
| 1997  | 1er tour (1/64)  | Karina Habšudová  | 2e tour (1/32)           | Caroline Dhenin          | -               | -                 | -               | -                   |
| 1998  | -                | -                 | -                        | -                        | 1er tour (1/64) | Elena Makarova    | -               | -                   |
| 1999  | 1er tour (1/64)  | Venus Williams    | 3e tour (1/16)           | Jana Novotná             | 1er tour (1/64) | Sabine Appelmans  | 1er tour (1/64) | Anke Huber          |
| 2000  | 1er tour (1/64)  | Alicia Molik      | 1er tour (1/64)          | Monica Seles             | 3e tour (1/16)  | Martina Hingis    | 1er tour (1/64) | Francesca Schiavone |
| 2001  | 2e tour (1/32)   | Amanda Coetzer    | 1er tour (1/64)          | Nuria Llagostera         | -               | -                 | 2e tour (1/32)  | Dája Bedáňová       |
| 2002  | 1er tour (1/64)  | Jennifer Capriati | 1er tour (1/64)          | Tathiana Garbin          | 1er tour (1/64) | Iroda Tulyaganova | 1er tour (1/64) | Barbara Schwartz    |
| 2003  | 1er tour (1/64)  | Petra Mandula     | 2e tour (1/32)           | Nadia Petrova            | 1er tour (1/64) | Amy Frazier       | 2e tour (1/32)  | Justine Henin       |
| 2004  | 1er tour (1/64)  | Samantha Stosur   | 3e tour (1/16)           | Serena Williams          | 2e tour (1/32)  | Silvia Farina     | 1er tour (1/64) | Eléni Daniilídou    |
| 2005  | 1er tour (1/64)  | Denisa Chládková  | 1er tour (1/64)          | Samantha Stosur          | -               | -                 | -               | -                   |

À droite du résultat, l’ultime adversaire.

### En double dames
| Année | Open d'Australie              | Open d'Australie           | Internationaux de France     | Internationaux de France   | Wimbledon                   | Wimbledon                 | US Open                      | US Open                 |
| ----- | ----------------------------- | -------------------------- | ---------------------------- | -------------------------- | --------------------------- | ------------------------- | ---------------------------- | ----------------------- |
| 2000  | 1er tour (1/32) L. Pleming    | Lisa Raymond Rennae Stubbs | -                            | -                          | -                           | -                         | -                            | -                       |
| 2003  | 1er tour (1/32) T. Perebiynis | E. Dementieva J. Husárová  | -                            | -                          | 2e tour (1/16) Kulikovskaya | Cara Black Likhovtseva    | 1er tour (1/32) Kulikovskaya | Cho Yoon S. Stosur      |
| 2004  | 1er tour (1/32) Andreea Vanc  | E. Gagliardi Roberta Vinci | 2e tour (1/16) T. Perebiynis | Silvia Farina F. Schiavone | 1er tour (1/32) Maret Ani   | A. Cargill C. Wheeler     | 3e tour (1/8) C. Dhenin      | J. Husárová C. Martínez |
| 2005  | 1er tour (1/32) C. Dhenin     | D. Chládková Ľ. Kurhajcová | 2e tour (1/16) Domachowska   | Lisa Raymond Rennae Stubbs | 2e tour (1/16) Domachowska  | Nadia Petrova Shaughnessy | 1er tour (1/32) Domachowska  | Janet Lee Peng Shuai    |
| 2006  | 1er tour (1/32) J. Janković   | N. Dechy T. Golovin        | -                            | -                          | -                           | -                         | -                            | -                       |

Sous le résultat, la partenaire ; à droite, l’ultime équipe adverse.

### En double mixte
| Année | Open d'Australie | Open d'Australie | Internationaux de France | Internationaux de France | Wimbledon                     | Wimbledon                 | US Open | US Open |
| 2005  | -                | -                | -                        | -                        | 1er tour (1/32) Robbie Koenig | T. Perebiynis Paul Hanley | -       | -       |

Sous le résultat, le partenaire ; à droite, l’ultime équipe adverse.

## Parcours aux Jeux olympiques

### En simple dames
| # | Date       | Nom de l'olympiade   | Surface    | Résultat       | Ultime adversaire | Score         |          |
| - | ---------- | -------------------- | ---------- | -------------- | ----------------- | ------------- | -------- |
| 1 | 19/09/2000 | Olympic Games Sydney | Dur (ext.) | 2e tour (1/16) | Silvia Farina     | 3-6, 6-4, 6-4 | Parcours |

### En double dames
| # | Date       | Nom de l'olympiade   | Surface    | Résultat        | Partenaire | Ultimes adversaires          | Score         |          |
| - | ---------- | -------------------- | ---------- | --------------- | ---------- | ---------------------------- | ------------- | -------- |
| 1 | 19/09/2000 | Olympic Games Sydney | Dur (ext.) | 1er tour (1/16) | Iva Majoli | Els Callens Dominique Monami | 6-2, 5-7, 6-2 | Parcours |

## Parcours en Coupe de la Fédération
| #                                                                    | Date       | Lieu               | Surface         | Gagnante(s)                      | Perdante(s)                    | Score          |          |
|                                                                      |            |                    |                 |                                  |                                |                |          |
| 1993 - 1er tour (groupe mondial) - Croatie - Pays-Bas - 0 : 3        |            |                    |                 |                                  |                                |                |          |
| 1                                                                    | 20/07/1993 | Francfort          | Terre (ext.)    | Kristie Boogert Miriam Oremans   | Maja Murić Silvija Talaja      | 6-3, 6-0       | Parcours |
|                                                                      |            |                    |                 |                                  |                                |                |          |
| 1996 - Barrage (groupe mondial II) - Chili - Croatie - 0 : 5         |            |                    |                 |                                  |                                |                |          |
| 2                                                                    | 13/07/1996 | Viña del Mar       | Terre (ext.)    | Silvija Talaja                   | Paula Cabezas                  | 6-2, 0-6, 7-5  | Parcours |
| 2                                                                    | 13/07/1996 | Viña del Mar       | Terre (ext.)    | Silvija Talaja                   | Barbara Castro                 | 6-3, 3-6, 6-2  | Parcours |
|                                                                      |            |                    |                 |                                  |                                |                |          |
| 1998 - Barrage (groupe mondial I) - Croatie - Pays-Bas - 3 : 2       |            |                    |                 |                                  |                                |                |          |
| 3                                                                    | 25/07/1998 | Bol                | Terre (ext.)    | Silvija Talaja                   | Miriam Oremans                 | 6-3, 6-3       | Parcours |
| 3                                                                    | 25/07/1998 | Bol                | Terre (ext.)    | Silvija Talaja                   | Amanda Hopmans                 | 6-2, 6-3       | Parcours |
| 3                                                                    | 25/07/1998 | Bol                | Terre (ext.)    | Manon Bollegraf Caroline Vis     | Jelena Kostanić Silvija Talaja | 6-4, 3-6, 7-61 | Parcours |
|                                                                      |            |                    |                 |                                  |                                |                |          |
| 1999 - 1/4 de finale (groupe mondial) - États-Unis - Croatie - 5 : 0 |            |                    |                 |                                  |                                |                |          |
| 4                                                                    | 17/04/1999 | Raleigh            | Terre (ext.)    | Monica Seles                     | Silvija Talaja                 | 6-3, 6-1       | Parcours |
| 4                                                                    | 17/04/1999 | Raleigh            | Terre (ext.)    | Chanda Rubin                     | Silvija Talaja                 | 6-3, 6-4       | Parcours |
| 4                                                                    | 17/04/1999 | Raleigh            | Terre (ext.)    | Chanda Rubin Monica Seles        | Iva Majoli Silvija Talaja      | 6-3, 6-2       | Parcours |
|                                                                      |            |                    |                 |                                  |                                |                |          |
| 2000 - Round robin (groupe mondial) - Croatie - Allemagne - 1 : 2    |            |                    |                 |                                  |                                |                |          |
| 5                                                                    | 27/04/2000 | Bari               | Terre (ext.)    | Anke Huber                       | Silvija Talaja                 | 6-2, 6-2       | Parcours |
| 5                                                                    | 27/04/2000 | Bari               | Terre (ext.)    | Anke Huber Barbara Rittner       | Jelena Kostanić Silvija Talaja | 6-4, 6-1       | Parcours |
|                                                                      |            |                    |                 |                                  |                                |                |          |
| 2000 - Round robin (groupe mondial) - Italie - Croatie - 3 : 0       |            |                    |                 |                                  |                                |                |          |
| 6                                                                    | 29/04/2000 | Bari               | Terre (ext.)    | Silvia Farina                    | Silvija Talaja                 | 6-4, 7-5       | Parcours |
| 6                                                                    | 29/04/2000 | Bari               | Terre (ext.)    | Giulia Casoni Rita Grande        | Jelena Kostanić Silvija Talaja | 6-4, 5-7, 6-3  | Parcours |
|                                                                      |            |                    |                 |                                  |                                |                |          |
| 2001 - 1er tour (groupe mondial) - Italie - Croatie - 4 : 1          |            |                    |                 |                                  |                                |                |          |
| 7                                                                    | 28/04/2001 | Bassano del Grappa | Moquette (int.) | A. Serra Zanetti                 | Silvija Talaja                 | 6-1, 6-1       | Parcours |
|                                                                      |            |                    |                 |                                  |                                |                |          |
| 2002 - 1/4 de finale (groupe mondial) - Autriche - Croatie - 4 : 1   |            |                    |                 |                                  |                                |                |          |
| 8                                                                    | 20/07/2002 | Pörtschach         | Terre (ext.)    | Barbara Schett Patricia Wartusch | Karolina Šprem Silvija Talaja  | 6-2, 6-1       | Parcours |
|                                                                      |            |                    |                 |                                  |                                |                |          |
| 2003 - Barrage (groupe mondial I) - Croatie - Brésil - 4 : 1         |            |                    |                 |                                  |                                |                |          |
| 9                                                                    | 19/07/2003 | Varaždin           | Terre (ext.)    | Silvija Talaja                   | Bruna Colosio                  | 7-65, 6-3      | Parcours |
| 9                                                                    | 19/07/2003 | Varaždin           | Terre (ext.)    | Silvija Talaja                   | Joana Cortez                   | 7-5, 6-2       | Parcours |

## Classements WTA en fin de saison

### En simple
| Année | 1992 | 1993 | 1994 | 1995 | 1996 | 1997 | 1998 | 1999 | 2000 | 2001 | 2002 | 2003 | 2004 | 2005 | 2006 |
| Rang  | 500  | 247  | 247  | 269  | 106  | 195  | 89   | 29   | 30   | 109  | 75   | 93   | 113  | 200  | 758  |

Source : (en) « Classements de Silvija Talaja », sur le site officiel du WTA Tour

### En double
| Année | 1992 | 1993 | 1994 | 1995 | 1996 | 1997 | 1998 | 1999 | 2000 | 2001 | 2002 | 2003 | 2004 | 2005 | 2006 |
| Rang  | 636  | -    | 623  | 410  | -    | -    | 536  | 172  | 305  | 265  | 139  | 67   | 77   | 93   | 475  |

Source : (en) « Classements de Silvija Talaja », sur le site officiel du WTA Tour